# 1737 az irodalomban
Az 1737. év az irodalomban.

## Új művek

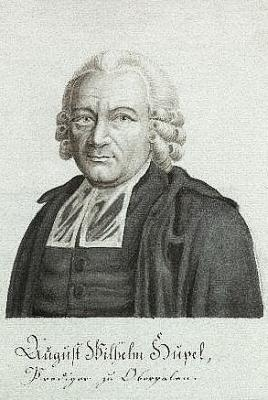
August Wilhelm Hupel

- Pierre de Marivaux Les Fausses confidences (Hamis bizalmasságok) című vígjátékának bemutatója.

## Születések
- január 19.– Jacques-Henri Bernardin de Saint-Pierre francia író, mérnök; nevezetes kisregénye a Paul és Virginie († 1814)
- február 25. – August Wilhelm Hupel balti-német tudományos író, nyelvész, lapszerkesztő, az észt nyelv kutatója († 1819)
- július 20. –Nicolás Fernández de Moratín spanyol költő († 1780)
- szeptember 17. – Aranka György magyar művelődésszervező, történész, író, esztéta († 1817)